# Wilfried Van Moer
Wilfried Van Moer, född 1 mars 1945, död 24 augusti 2021, var en belgisk fotbollsspelare. Van Moer utsågs tre gånger till årets spelare i Belgien. 1980 tog han EM-silver med Belgien och spelade även i VM-slutspelen 1970 och 1982.

## Biografi
Wilfried Van Moer debuterade i landslaget 1966 och utsågs samma år för första gången till årets spelare i Belgien. Han spelade då i Royal Antwerpen då han kunde kombinera fotbollsspelandet med arbetet som elektriker. I Antwerpen flyttades han in på det centrala mittfältet och avancerade till en av Belgiens bästa spelare. När Antwerpen åkte ut förstaligan gick han till Standard Liége där han firade stora framgångar, bland annat blev han belgisk mästare 1969, 1970 och 1971. 
1970 spelade han VM i Mexiko och även om Belgien åkte ut i gruppspelet stod han för två mål i segern mot El Salvador. I en av de två EM-kvartsfinalerna mot Italien 1972 bröt han benet på flera ställen efter en våldsam tackling av den italienska försvararen Mario Bertini. Skadan och påföljande skador gjorde att karriären gick sämre och han var under flera år utanför landslaget och varvade ner i KFC Beringen. 
Wilfried Van Moer gjorde comeback i landslaget under det pågående kvalet till EM i Italien 1980. Belgien hade spelat dåligt under kvalet med oavgjorda matcher och en knapp seger mot Norge. Van Moer lyfte laget som började vinna, bland annat genom en 2–0-seger mot Portugal med Van Moer som en av målskyttarna. Belgien kvalficierade sig för EM-slutspelet och överraskande genom att ta sig till final. Laget tog sig till final via 0–0 mot hemmalaget Italien. Van Moer var en av turneringens bästa spelare och kom fyra i omröstningen om årets spelare. Han var den rutinerade kraften i ett lag med talanger som Jean-Marie Pfaff, Eric Gerets, Rene Vandereycken och Jan Ceulemans.
Hans dominans på mittfältet och ledaregenskaper gav honom smeknamnet "Lilla generalen". Hans spelstil har beskrivits som full av energi och driv i steget med bollen och stark och orädd i tacklandet.